# Niels Kristian Madsen-Stensgaard

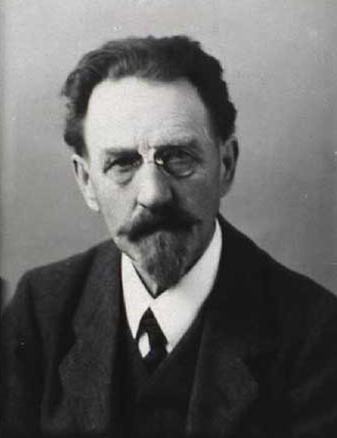
Niels Kristian Madsen-Stensgaard.

Niels Kristian Madsen-Steensgaard, född 26 oktober 1850 i Bellinge vid Odense, död 3 mars 1927 i Skotterup, var en dansk musiker. 
Madsen-Steensgaard studerade på Jelling seminarium och kom senare till Köpenhamn, där han studerade musik under Jørgen Malling, Johan Christian Gebauer och Gottfred Matthison-Hansen. Han anställdes som lärare vid Frederiksbergs kommunala skolor och var 1880–1903 organist i kyrkan i arbetarbostadsområdet De Classenske Boliger. 
Madsen-Steensgaard verkade särskilt för sången, komponerade flera melodier och utgav en rad sångböcker för skolan, en samling kyrkomusik, en liten lärobok i musikteori, liksom han redigerade "Tidsskrift for Kirke-, Skole- og Folkesang" (1880–84).